# Trithemis osvaldae
Trithemis osvaldae is een libellensoort uit de familie van de korenbouten (Libellulidae), onderorde echte libellen (Anisoptera).
De wetenschappelijke naam Trithemis osvaldae is voor het eerst geldig gepubliceerd in 1997 door D'Andrea & Carfi.